# Tỷ số sức sinh lợi căn bản
Tỷ số sức sinh lợi căn bản là một tỷ số tài chính để đánh giá khả năng sinh lợi của doanh nghiệp mà không kể đến ảnh hưởng của thuế và đòn bẩy tài chính.

## Cách tính
Tỷ số này được tính bằng cách lấy lợi nhuận trước thuế và lãi trong một thời kỳ nhất định chia cho bình quân giá trị tổng tài sản cùng kỳ của doanh nghiệp. Lợi nhuận trước thuế và lãi có thể lấy từ báo cáo kết quả kinh doanh của doanh nghiệp hoặc tính ra bằng cách lấy lợi nhuận trước thuế cộng với chi phí lãi vay.
Công thức:
| Tỷ số sức sinh lợi căn bản = 100% x | Lợi nhuận trước thuế và lãi    |
| Tỷ số sức sinh lợi căn bản = 100% x | Bình quân giá trị tổng tài sản |

## Ý nghĩa
Tỷ số này thường được dùng để so sánh khả năng sinh lợi giữa các doanh nghiệp có thuế suất thuế thu nhập doanh nghiệp và mức độ sử dụng nợ rất khác nhau. Tỷ số mang giá trị dương càng cao thì chứng tỏ doanh nghiệp kinh doanh càng có lãi. Tỷ số mang giá trị âm là doanh nghiệp kinh doanh thua lỗ.